# 黑白森林 (电影)
《黑白森林》，是2003年香港黑社會電影，由王晶、麥子善聯合執導，黃秋生、陳小春、黃浩然及鍾欣桐領銜主演，劉青雲及吳鎮宇特別演出，李達超任動作設計。此電影與《黑白戰場》（2005年）及 《黑白迷宮》（2017年）屬同一三部曲系列。

## 故事
黃薑與七喜同為警察，但二人卻執法方式卻南轅北轍。黃薑是剛正不阿的警察而七喜和黑幫老大盲超竟是結義兄弟。致力打擊罪犯的黃薑佈下天羅地網，誓要將盲超繩之於法。七喜知情後，前往通風報信，帶盲超走避，卻不幸遇上黃薑埋伏。在天台對峙期間，七喜和盲超中槍身亡。十多年過後，七喜和盲超的兒子可樂和大威都長大成人，並分別繼承了父親的衣缽，成為警察和黑幫老大。同時，可樂和大威的母親告訴他們有一個共同弒父敵人，叮囑他們一定要為亡父報仇......

## 演員表
- 黃秋生 飾 黃薑（重案組警司）
- 陳小春 飾 譚大威（盲超之子）
- 黃浩然 飾 可樂/陳諾然/蔡諾然/李德仁（七喜之子；黃薑下屬；前掃毒組探員）
- 杜汶澤 飾 大隻西/阿西（黃薑下屬）
- 吳廷燁 飾 阿包（黃薑下屬）
- 吳嘉龍 飾 鬼仔強（黃薑下屬）
- 梁慧恩 飾 Debbie（黃薑下屬）
- 尹子維 飾 火眼
- 謝　賢 飾 王珅（Katie之父）
- 鍾欣潼 飾 Katie
- 梁敏儀 飾 王珅妻子/來自越南的殺手
- 張文慈 飾 可樂母親
- 陳逸寧 飾 Katie中槍同學
- 劉青雲 飾 七喜/陳福喜
- 吳鎮宇 飾 盲超/譚超
- 黃家諾 飾 劉天佑 (總督察；可樂上司)
- 陳志輝
- 王嘉熒
- 徐　榮 飾 大威手下
- 李霆鋒 飾 童年可樂
- 陸偉樑 飾 黃薑父親
- 蔡堅成 飾 殺手

## 工作人員
- 導演：王晶、麥子善
- 編劇、監製：王晶
- 出品人：向華強
- 行政監製：陳明英
- 策劃：劉寶賢
- 攝影指導：馮遠文 (HKSC)
- 剪接：麥子善 (HKSE)
- 原創音樂：溫浩傑
- 動作指導：李達超
- 美術指導：卓文耀

## 獎項
| 頒獎典禮                   | 獎項             | 名單   | 結果 |
| -------------------------- | ---------------- | ------ | ---- |
| 第40屆金馬獎               | 最佳原創電影音樂 | 溫浩傑 | 獲獎 |
| 第40屆金馬獎               | 最佳動作設計     | 李達超 | 提名 |
| 第10屆香港電影評論學會大獎 | 推薦電影         |        | 獲獎 |

## 外部連結
- 開眼電影網上《黑白森林》的資料（繁體中文）
- 香港影庫上《黑白森林》的資料（繁體中文）
- 互联网电影数据库（IMDb）上《黑白森林》的资料（英文）
- 时光网上《黑白森林》的資料（简体中文）
- AllMovie上《黑白森林》的资料（英文）
- 豆瓣电影上《黑白森林》的資料 （简体中文）
- 爛番茄上《黑白森林》的資料（英文）